# Rio Drăghiţa
O Rio Drăghiţa é um rio da Romênia, afluente do Arieşul Mic, localizado no distrito de Alba.